# Accident ferroviaire de Pukhrayan
L’accident ferroviaire de Pukhrayan est un déraillement survenu le 20 novembre 2016 à 3 h 10 (UTC+05:30), près de Pukhrayan dans l'Uttar Pradesh dans le nord de l'Inde, sur la ligne de Indore à Patna.
Un bilan provisoire fait état de 151 morts et près de 200 blessés.

## Contexte
L'Inde possède le troisième réseau ferroviaire du monde mais ses infrastructures sont usées et manquent de moyens de communication et de signalisation modernes. Dans ce pays, la plupart des accidents de train sont dus à des erreurs humaines mais aussi à un manque de maintenance des voies. La ligne en question, qu'on appelle le « Patna-Indore Express » et qui est gérée par la Indian Railways, relie la ville d'Indore à celle de Patna sur plus de 1350 km en 27 heures.

## Accident
Le train de quatorze voitures emportant environ 500 passagers a déraillé près de la petite ville de Pukhrayan, non loin de Kanpur, à environ 3 h 10 (UTC+05:30). Les causes exactes de l'accident sont inconnues mais, selon l'exploitant ferroviaire, la rupture des rails serait suspectée,.

## Bilan
Le dernier bilan provisoire fait état d'au moins cent cinquante et un morts et plus de cent quatre-vingt-deux blessés dont soixante-quatre graves,.

## Conséquences
Le ministre des chemins de fer Suresh Prabhu a demandé une enquête sur l'accident. Le Premier ministre indien Narendra Modi affirme quant à lui que les victimes et leurs familles recevront des compensations financières. Quelques jours plus tard, cinq agents de la ligne, dont plusieurs ingénieurs, ont été suspendus et un autre cadre supérieur limogé,.